# Маношин, Константин Васильевич
Константин Васильевич Мано́шин (1917—1971) — подполковник Советской Армии, участник Великой Отечественной войны. Герой Советского Союза (1944). Член ВКП(б) с 1943 года.

## Биография
Родился 11 (24) мая 1917 года в посёлке Суксун Красноуфимского уезда Пермской губернии (ныне — райцентр Суксунского района Пермского края).
Окончил девять классов школы.
В 1935 году призван на службу в РККА. В 1938 году окончил Энгельсское военное авиационное училище лётчиков. С сентября 1942 года — на фронтах Великой Отечественной войны.
К июлю 1944 года гвардии майор Константин Маношин был штурманом 64-го гвардейского истребительного авиаполка 4-й гвардейской истребительной авиадивизии 1-го гвардейского истребительного авиационного корпуса 3-й воздушной армии 1-го Прибалтийского фронта. К тому времени он совершил 132 боевых вылета, принял участие в 38 воздушных боях, лично сбив 12 вражеских самолётов лично и 4 в группе.
Указом Президиума ВС СССР от 26 октября 1944 года за «мужество и героизм, проявленные в воздушных боях», старший лейтенант Константин Маношин был удостоен высокого звания Героя Советского Союза с вручением ордена Ленина и медали «Золотая Звезда».
После окончания войны продолжил службу в Советской Армии. В 1964 году в звании подполковника уволен в запас.
Проживал в Воронеже. Умер 23 августа 1971 года, похоронен на Левобережном кладбище.

## Награды
- Герой Советского Союза;
- орден Ленина;
- два ордена Красного Знамени;
- орден Суворова III степени;
- орден Александра Невского;
- орден Отечественной войны I степени;
- орден Красной Звезды;
- медали[1].

## Память
В честь Маношина названы школа и улица в его родном посёлке.